# Nitrato di metile
ll nitrato di metile è un composto organico avente formula semistrutturale  CH3−O−NO2. Rappresenta l'estere metilico dell'acido nitrico ed è il più semplice dei nitrati alchilici (nitrati organici).
A temperatura ambiente è un liquido incolore, denso (1,203 g/mL), volatile (bolle a 64,6 °C) e infiammabile, che brucia con fiamma bluastra; è un esplosivo molto sensibile agli urti. Il nitrato di metile è un composto polare molto solubile il alcool ed etere e ha discreta solubilità anche in acqua (38,5 g/L a 20 °C, ~0,5 M).
Da con confondere con il nitrito di metile, che è invece l'estere metilico dell'acido nitroso, avente formula CH3−O−NO, il quale a temperatura ambiente è però un gas ed è colorato di giallo pallido.

## Proprietà e struttura
Il nitrato di metile, nonostante la sua natura di composto esplosivo con alta velocità di detonazione (6.300 m/s) è una sostanza termodinamicamente stabile, ΔHƒ° = -122,0 kJ/mol, anche più stabile del nitrito di metile (-66,1 kJ/mol), che è un po' meno esplosivo. Come gli altri esteri dell'acido nitrico, questo estere metilico ha proprietà ossidanti che, tuttavia, sono raramente sfruttate a causa della difficoltà nel maneggiarlo con sicurezza; ad esempio, viene ridotto a idrossilammina nella reazione con lo stagno metallico in ambiente acido per acido cloridrico. Come il nitrato di etile, è incompatibile con soluzioni acquose alcaline in quanto si idrolizza velocemente. Questo è razionalizzabile osservando che la molecola contiene un ottimo gruppo uscente (un nucleofugo) quale è lo ione nitrato NO3–; questo, essendo la base coniugata di un acido forte (l'acido nitrico) è una base debolissima e, in quanto tale, può staccarsi più facilmente dal carbonio elettrofilo del metile nella reazione di sostituzione nucleofila (SN2). In connessione con questo fatto, il nitrato di metile è stato il substrato oggetto di uno studio cinetico sulla nucleofilia di vari nucleofili all'ossigeno in correlazione con il loro pKa. Parallelamente, è stato oggetto di studi in reazioni SN2 in fase gassosa con carbanioni enolato provenienti da chetoni e nitrili come nucleofili.
Polarità e costante dielettrica
La molecola è notevolmente polare, il suo momento dipolare è μ = 3,10 D (1,86 D, per l'acqua), molto più del nitrito di metile (2,05 D). Allo stato liquido il nitrato di metile ha anche una notevole costante dielettrica per un composto organico, εr = 23,9, un po' più di quella del nitrito di metile (20,77) e di quella dell'acetone (21), ma alquanto minore rispetto al nitrometano (39,40).
Struttura molecolare
La molecola del nitrato di metile può essere considerata come un ibrido di risonanza tra essenzialmente due forme limite, quelle presenti praticamente in tutti i gruppi nitro (-NO2):
O−−N+=O ↔ O=N+−O−
L'ulteriore forma limite che coinvolge l'ossigeno estereo ha peso parecchio scarso perché, oltre a generare una separazione di carica, piazza su di esso una carica positiva (formale) accanto all'azoto anch'esso positivo. Come nella molecola dell'acido nitrico, l'azoto e i due ossigeni di -NO2 sono ibridati sp2.
La struttura del nitrato di metile è stata indagata in fase gassosa con la spettroscopia rotazionale nella regione delle microonde e con la diffrazione elettronica, ed anche in fase solida cristallina con la diffrazione dei raggi X. Dalle analisi dei dati ricavati da quest'ultima tecnica per il cristallo e dalla combinazione delle due tecniche in fase gassosa è stato possibile desumere, tra l'altro, i valori di lunghezze (r) ed angoli di legame (∠) in ciascuna situazione; alcuni parametri salienti sono di seguito riportati:
[cristallo]     r(N−Onitro) = 120,4 pm; r(N–O) = 138,8 pm; r(C–O) = 145,1 pm;
[fase gas]     r(N−Onitro) = 120,5 pm; r(N–O) = 140,3 pm; r(C–O) = 142,5 pm;
[cristallo]     ∠(nitroONOnitro) = 128,6°; ∠(NOC) = 113,3°;
[fase gas]    ∠(nitroONOnitro) = 131,4°; ∠(NOC) = 113,6°.